# La dama de blanc
La dama de blanc és una novel·la de Wilkie Collins publicada el 1860, que va esdevenir una de les obres de més èxit de l'autor.

## Argument
Walter Hartright és un jove mestre de dibuix que acudeix a fer classes en una mansió privada on s'enamora de la seva alumna, Laura. Aquesta, però, està promesa a un noble, Percival Glyde, segons una promesa que va fer al seu pare en el seu llit de mort. Seguint el consell de la parenta i amiga de Laura, Marian, abandona la casa per no interposar-se en el destí de la seva estimada. Abans ha conegut Anne, una noia que s'assembla molt a Laura, una jove que sempre vesteix de blanc i que està ingressada en un asil psiquiàtric. El misteri de la seva identitat l'acompanya en la seva fugida.
Marian esbrina que Percival només s'ha casat amb Laura pels diners i que vol fer-la signar un document que li farà perdre tota la seva fortuna, però cau malalta abans de poder-la avisar. Percival, amb l'ajuda d'un amic que també rebria part de l'herència, Fosco, concep un pla: intercanviaran Laura per la jove vestida de blanc, que està terminal a l'asil, i així, fingint la seva mort, no hauran d'esperar que signi. Marian ajuda Laura a escapar del psiquiàtric i demanen ajuda a Walter.
Aquest s'involucra i descobreix la trama oculta. Percival tenia problemes econòmics perquè en realitat no és un noble sinó un usurpador, així que el seu matrimoni amb Laura queda anul·lat. Percival mor en un accident quan intenta cremar els documents que Walter ha descobert en una església propera. Posteriorment amenaça Fosco de delatar-lo a les autoritats (ja que és un activista polític enemic) si no confessa que qui ha mort és Anne i no Laura i que aquesta no està mentalment desequilibrada. En el transcurs de les negociacions s'esbrina que Anne era filla il·legítima del pare de Laura, d'aquí la semblança física. Fosco accedeix i Walter i Laura poden finalment casar-se.

## Temes
Un dels temes recurrents en l'obra de Wilkie Collins és la desigual posició entre homes i dones, especialment en convencions socials com el matrimoni, institució que sempre criticaria (ell mateix convivia amb dues dones i els seus fills amb el mutu consentiment de les parts implicades i sense casar-s'hi). Per això en les seves trames sovint hi ha un matrimoni que després queda anul·lat i uns enamorats que acaben junts després de superar els obstacles de la societat. La dona, però, ha d'esperar l'ajuda del seu salvador, ja que per ella mateixa no pot dur a terme segons quines accions malgrat la seva força.
El segon tema clau d'aquesta novel·la és la identitat, ja que els equívocs entre qui és qui mantenen la intriga del llibre. Així, la dama de blanc que li dona títol no és identificada amb Anne fins ben avançada la trama; es juga a la confusió entre aquesta i Laura, Percival no és qui diu ser i Fosco s'oculta pel seu passat compromès. Les desgràcies de les dues dones, internades a l'asil en diferents moments, venen també per culpa de les convencions socials (el matrimoni de Laura i l'afany de diners del seu marit i la posició de filla il·legítima d'Anne).

## Estil
L'obra s'emmarca dins les novel·les de sensació o efectistes, que es basaven en el suspens per mantenir l'interès dels lectors de l'era victoriana per tal que compressin el següent fulletó (la publicació inicial no va tenir lloc en forma de llibre, sinó de fascicles, com era habitual al seu temps). Per això la trama domina per sobre de l'estil. L'ambientació general i els misteris exagerats, així com els elements d'horror (la mansió de Percival, els animals de Fosco, els intents d'assassinat) lliguen La dama de blanc a la novel·la gòtica. El que manté el fil argumental és l'intent de Walter d'esbrinar què està passant, primerament qui és Laura i la noia de blanc i després com provar el complot contra la seva estimada. Per això el llibre també inclou molts elements propis de la novel·la de misteri.
La veu narrativa és múltiple i adopta el punt de vista dels diferents personatges, sigui perquè expliquen els fets, perquè escriuen cartes o perquè apareixen en documents parlant en primera persona. Això i l'abundància de diàlegs multipliquen les veus i contribueixen a la intriga, perquè no tots tenen totes les peces de l'enigma. La novel·la s'estructura en les tres parts pròpies del text narratiu convencional: una primera part que actua a tall d'introducció, en què Walter i Laura s'enamoren, sorgeix la dificultat del compromís matrimonial i apareix la figura d'Anne; la part central, que és la conspiració contra Laura i el desenllaç, en què es descobreix la maldat de Percival i Fosco, i permet el final feliç.